# 1979
1979 (MCMLXXIX) fon un any començat en dilluns.

## Esdeveniments
Països Catalans
Enguany tingué lloc el primer Congrés de Periodistes Catalans.
- 24 de febrer - Girona: Es publica el primer número del Punt Diari.[1]
- 17 d'abril: Comencen les emissions Ona Lliure, la primera ràdio lliure del país.[2]
- 1 de maig: Primer número d'Els Marges, revista quadrimestral de llengua i literatura catalana fundada per Joaquim Molas.[3]

### Art i arquitectura
L'urbanització Mas del Plata començà a construir-se a Cabra del Camp amb la inauguració, el primer de maig, d'una estàtua de Mazinger Z de deu metres d'alçària.

### Cinema i televisió
| M/d   | Direcció             | Títol                                | Gènere         |
| ----- | -------------------- | ------------------------------------ | -------------- |
| 01/18 | Jordi Feliu          | Alícia a l'Espanya de les meravelles | fantàstica     |
| 09/17 | Josep Maria Forn     | Companys, procés a Catalunya         | històrica      |
| 08/14 | Joan Piquer i Simón  | Supersonic Man                       | superheroic    |
| 12/17 | Robert Benton        | Kramer contra Kramer                 | drama          |
| 05/10 | Francis Ford Coppola | Apocalypse Now                       | drama bèl·lic  |
| 10/05 | Blake Edwards        | 10, la dona perfecta                 | comèdia        |
| 05/15 | Douglas Hickox       | Alba zulu                            | bèl·lic        |
| 08/17 | Terry Jones          | La vida de Brian                     | sàtira         |
| 06/26 | Guy Jorré            | El rei Muguet                        | telefilm       |
| 04/12 | George Miller        | Mad Max                              | apocalíptic    |
| 12/15 | Hayao Miyazaki       | El castell de Cagliostro             | anime          |
| 05/03 | Volker Schlöndorff   | El timbal de llauna                  | drama històric |
| 05/25 | Ridley Scott         | Alien                                | ciència-ficció |
| 12/14 | Steven Spielberg     | 1941                                 | paròdia        |
| 05/25 | Andrei Tarkovski     | Stàlker                              | ciència-ficció |
|       | Iván Zulueta         | Arrebato                             | fantàstic      |
| 06/12 | Chang Yan            | Baomi Ju de Qiangsheng               | thriller       |

El 9 d'abril se celebrà la gala dels Premis Oscar de 1978.
Naiximents
- 17mar  Stormy Daniels (Verge als 40)
- 21jun  Chris Pratt (Guardians of the Galaxy)
- 11jul  Marina Gatell i Poch (Pa negre)

També s'estrenà la sèrie de televisió La barraca, basada en la novel·la homònima de Vicent Blasco Ibáñez.

### Còmics
Després de dos capítols solts, la sèrie Kinnikuman començà la publicació setmanal en la revista Shūkan Shōnen Jump.
L'autor malaisi Lat publicà l'àlbum The Kampung Boy.
Enguany nasqueren els autors Bryan Lee O'Malley (Scott Pilgrim), Øystein Runde i Michael Buonauro (mort el 2004) i l'editor de Marvel Nick Lowe.
- Bryan Lee O'Malley
- Nick Lowe

A final d'any Marvel Comics publicà la sèrie Rom the Space Knight, basada en el joguet homònim comercialitzat al mateix temps: el ninot no tingué gens d'èxit, però la sèrie es publicà de manera ininterrompuda fins al 1986.

### Deports
El 12 de febrer es fundà a Berlín l'equip de futbol americà Berliner Bären.
El pilotari Bengoetxea III guanyà la final del Manomanista 22 a 10 contra García Ariño IV.
La Selecció d'handbol del Canadà quedà subcampiona en el Campionat Panamericà de Handbol.

### Educació
- 30 d'octubre, Cadis: Es funda la Universitat de Cadis.[5]

### Literatura
El 9 de setembre Jaume Vallcorba i Plana fundà l'editorial barcelonina Quaderns Crema; al novembre, diversos escriptors publicaren el primer número de la revista literària Cairell, de la qual se'n publicaren huit números fins a 1981.
Naiximents
El 23 de setembre nasqué el poeta palestí Refaat Alareer…

### Música
| d     | artistes                 | títol                       | estil      |
| ----- | ------------------------ | --------------------------- | ---------- |
|       | Al Tall                  | Quan el mal ve d'Almansa... | folk       |
|       | Joan Baptista Humet      | Fins que el silenci ve      | folk       |
|       | Remigi Palmero           | Humitat relativa            | pop        |
| 07/27 | AC/DC                    | Highway to Hell             | blues rock |
| 02/05 | Bee Gees                 | Spirits Having Flown        | folk       |
| 06/02 | The Boomtown Rats        | The Fine Art of Surfacing   | pop        |
| 06/16 | Camarón                  | La leyenda del tiempo       | flamenco   |
| 12/14 | The Clash                | London Calling              | rock       |
| 09/27 | Leonard Cohen            | Recent Songs                | cançó      |
| 05/08 | The Cure                 | Three Imaginary Boys        | new wave   |
| 05/31 | Electric Light Orchestra | Discovery                   | rock       |
| 02/   | The Human League         | Reproduction                | synthpop   |
| 08/10 | Michael Jackson          | Off the Wall                | pop        |
| 06/15 | Joy Division             | Unknown Pleasures           | pop        |
| 05/23 | Kiss                     | Dynasty                     | rock       |
| 03/24 | Motörhead                | Overkill                    | rock       |
| 10/27 | Motörhead                | Bomber                      | rock       |
| 11/27 | The Alan Parsons Project | Eve                         | rock prog. |
| 11/30 | Pink Floyd               | The Wall                    | rock prog. |
| 10/02 | The Police               | Reggatta de Blanc           | fusió      |
| 03/29 | Supertramp               | Breakfast in America        | rock prog. |

El 28 de febrer, el grup Madness actuà a Londres per primera vegada amb eixe nom.
A l'abril, el grup de rock The Runaways confirmà llur dissolució.
En octubre, Juli Bustamante començà a gravar cançons per al seu primer disc, Cambrers, publicat dos anys més tard.
Pep Laguarda també enregistrà el seu segon i últim disc, Plexison impermeable, que no seria publicat fins 2012.
El trio progressiu Emerson, Lake & Palmer se separà sense avís, després d'un intent fallit d'organitzar una gira de comiat.

#### Naiximents
- 1gen  Brody Dalle (The Distillers)
- 1gen  Gisela Lladó (cantant eurovisiva)
- 10gen  Anna Lesko (cantant pop)
- 24gen  Tatyana Ali (cantant pop)
- 1feb  Julie Roberts (cantant country)
- 17feb  Sarah Lee Guthrie (Sarah Lee Guthrie & Johnny Irion)
- 21feb  Jennifer Love Hewitt (cantant Disney)
- 7abr  Cätlin Mägi (gaitera)
- 18abr  Maria Faust (saxofonista)
- 21jun  Ithaka Maria (cantant pop)
- 19jul  Michelle Heaton (cantant)
- 3ago  Maria Mittet (cantant eurovisiva)
- 31ago  Yuvan Shankar Raja (compositor de cine)
- 14des  Sophie Monk (cantant pop)
- 15des  Edele i Keavy Lynch (B*Witched)

#### Morts
- 17mar  Giacomo Lauri-Volpi (tenor)
- ?  Carmelita Aubert (cantant de varietats)

### Política i revolucions

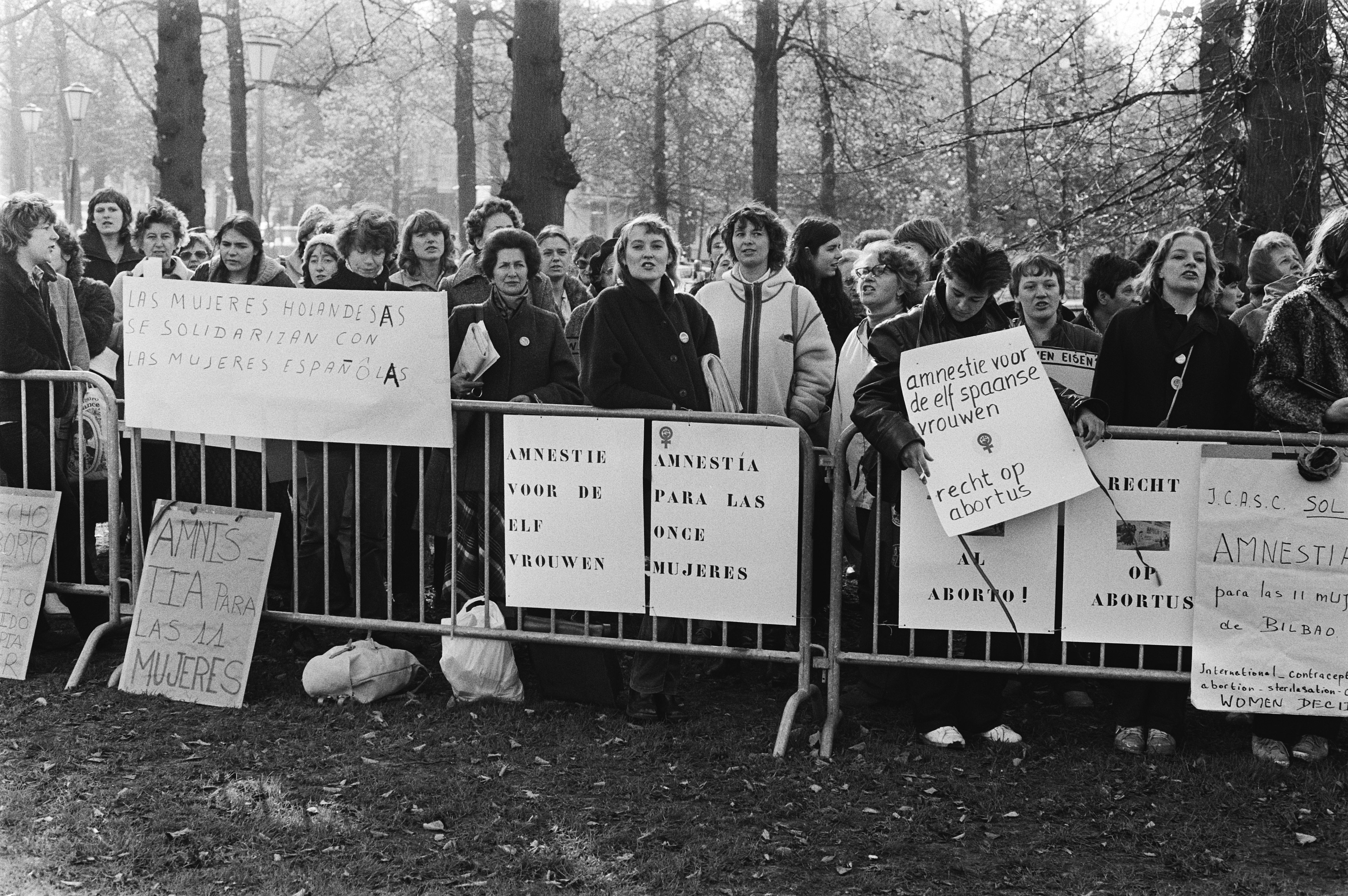
Protesta a la Haia per l'avortament a Espanya

- 3 d'abril, Espanya: eleccions municipals espanyoles de 1979, les primeres eleccions municipals després de la mort del General Franco.
- 25 d'octubre, Catalunya: s'hi celebra el referèndum en què resultà plebiscitat l'estatut d'autonomia, conegut com l'Estatut de Sau. Aquest entra en vigor el 8 de desembre, essent sancionada pel rei Joan Carles I com a llei orgànica estatal (Llei Orgànica 4/1979, de 18 de desembre). És publicada en els diaris oficials corresponents: BOE (22 de desembre) i DOGC (31 de desembre).
- 16 de gener, Pèrsia: El xa Mohamed Reza Pahlevi fuig del país amb la família i s'exilia a Egipte, on morí el 27 de juliol de l'any següent.
- 1 de febrer, Teheran, Iran: l'aiatol·là Ruhol·lah Khomeini hi arriba procedent de París, on vivia exiliat.
- 3 de març, Espanya: La Unió de Centre Democràtic, encapçalada per Adolfo Suárez, guanya les eleccions generals espanyoles de 1979 per majoria relativa.
- 5 de març, Júpiter: s'esdevé la màxima aproximació al planeta de la sonda Voyager 1.
- 28 de març, Harrisburg, estat de Pennsilvània, Estats Units: Al reactor nuclear de l'illa de Three Mile falla una bomba del sistema de refrigeració del reactor, produint l'evaporació d'aigua contaminada i provocant una fusió nuclear, en l'anomenat Accident de Three Mile Island.
- 11 d'abril, tropes de Tanzània ocupen Kampala capital d'Uganda.
- 1 d'abril, Iran: després d'un referèndum, s'hi proclama una república islàmica.
- 4 de maig:
  - Madrid, Espanya: s'hi constitueix el Senat per primera vegada després del franquisme.
  - Regne Unit: El Parlament Britànic nomena Margaret Thatcher cap de govern: serà la primera dona que ocupa aquest càrrec.
- 2 de juny, Varsòvia, República Popular de Polònia: el papa Joan Pau II hi arriba per visitar el seu país natal, el primer del bloc comunista que visitarà el pontífex.
- 19 de juliol, Managua, Nicaragua: El Front Sandinista d'Alliberament Nacional ocupa la ciutat i enderroca la dictadura de Somoza.
- 25 d'octubre, Referèndum estatutari a Catalunya de 1979
- 24 de novembre - Barcelona: Un atemptat fallit de Terra Lliure es cobra la vida del seu membre Fèlix Goñi i Roura i fereix al militant Quim Pelegrí.[7]
- 24 de desembre, Afganistan: A petició del govern comunista, tropes de la Unió Soviètica comencen a envair el país. Comença la Guerra de l'Afganistan.

Dirigents estatals en el càrrec

Ruhol·lah Khomeini
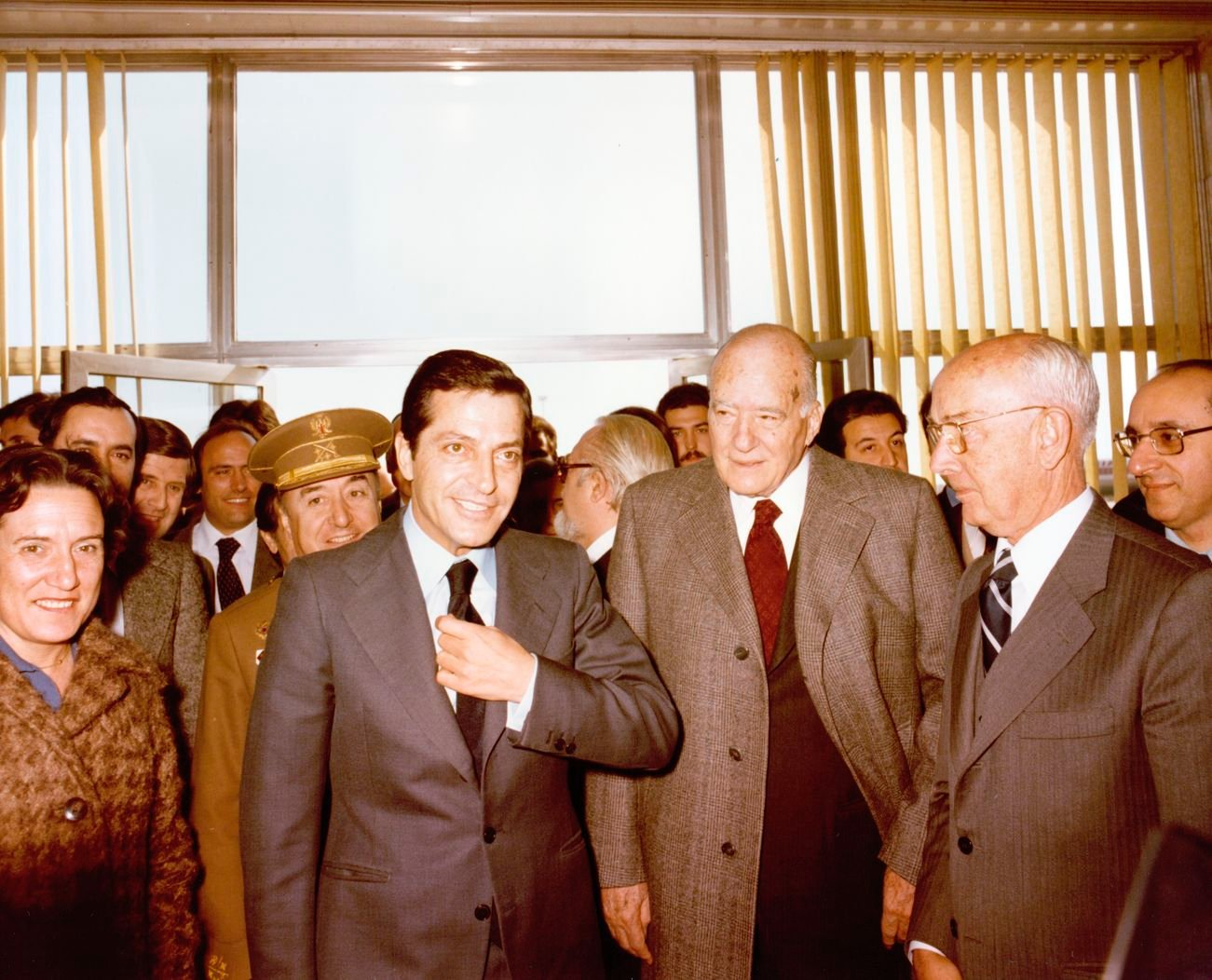
Adolfo Suárez Josep Tarradellas
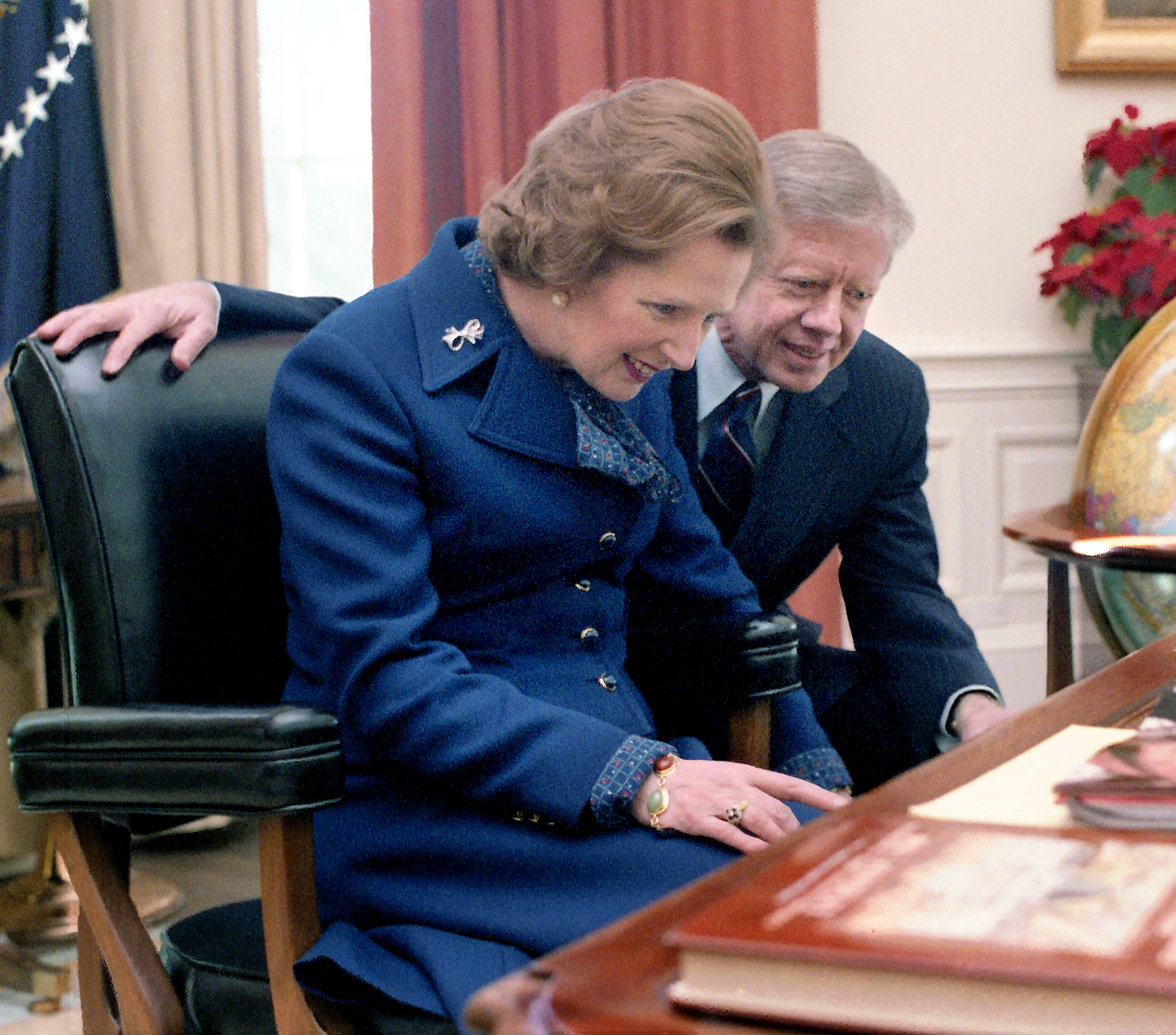
Margaret Thatcher James Carter

### Premis Nobel
| Camp                  | Guardonats                                        |
| --------------------- | ------------------------------------------------- |
| Física                | - Sheldon Glashow - Abdus Salam - Steven Weinberg |
| Química               | - Herbert C. Brown - Georg Wittig                 |
| Medicina o Fisiologia | - Allan McLeod Cormark - Godfrey Hounsfield       |
| Literatura            | - Odysseas Elytis                                 |
| Pau                   | - Teresa de Calcuta                               |
| Economia              | - Theodore Schultz - William Arthur Lewis         |

### Videojocs
```
Fa 46 anys
```

El videojoc d'Atari Adventure fon el primer amb un ou de pasqua (virtual), consistent en una altra fita: la primera volta que un programador aparegué acreditat dins del joc. Altres jocs publicats enguany foren Asteroids, Galaxian, Lunar Lander i Warrior —considerat el primer videojoc de lluita mà a mà— per a recreativa o el FS1 Flight Simulator per a Apple II i TRS-80.
- El secret d'Adventure
- El creador d'Asteroids
- Galaxian
- La Intellivison de Mattel
- Un cartutx d'Star Raiders

A les acaballes de l'any, l'empresa joguetera Mattel estrenà la consola de joc Intellivision a Fresno (ciutat de Califòrnia), abans de comercialitzar-la a nivell nacional l'any següent.
defunc== Naixements ==
Les persones nascudes el 1979 faran 46 anys el 2025.

## Naixements
Països Catalans
- 6 de febrer, Reus: Laura Sánchez García, patinadora catalana que va competir en les dècades de 1990 i 2000.[8]
- 15 de març, Barcelona: Ariadna Oltra, periodista i presentadora de televisió catalana.
- 26 d'abril, Barcelona: Laia Ortiz i Castellví, llicenciada en Ciències Polítiques i política catalana, ha estat diputada al Congrés i al Parlament de Catalunya.[9]
- 29 de maig, València: Jéssica Albiach, periodista i política valenciana resident a Catalunya.[10]

- 19 de juny, Navarcles: Rosa Maria Morató, atleta catalana, especialista en fons i en cros.[11]
- 2 de juliol, Nador, Marroc: Najat El Hachmi, escriptora catalana i mitjancera cultural d'origen amazic.[12]
- 11 de juliol, Sabadell: Marina Gatell i Poch, actriu de teatre i cinema i productora catalana.[13]
- 16 de juliol, Barcelona: María Escoté, modista i dissenyadora de moda catalana.[14]
- 29 de juliol, Granollers: Sandra Sabatés, periodista catalana.[15]
- 7 de setembre, Calafell: Guillem Solé, cantant i compositor català del grup Buhos.
- 10 de setembre, Barcelona: Laia Palau Altés, jugadora catalana de bàsquet.[16]
- 18 de setembre, Terrassa: Sílvia Muñoz i Escudé, jugadora d'hoquei sobre herba.[17]
- 15 de novembre, Barcelona: Albert Rivera, expolític català.

Resta del món
- 18 de gener, St. Julian's, Malta: Roberta Metsola, diputada i presidenta del Parlament Europeu.[18]
- 7 de febrer, Ta'izz, Iemen: Tawakul Karman, activista iemenita, Premi Nobel de la Pau de l'any 2011.[19]
- 21 de febrer, Waco, Texas: Jennifer Love Hewitt, actriu, autora, productora i cantant estatunidenca.
- 4 de març, Roubaix: Karima Delli, política francesa.[20]
- 16 de març, Atenes: Savina Yannatou, cantant grega, investigadora del cant a Europa.[21]
- 20 de març, València: Silvia Navarro Jiménez, jugadora d'handbol valenciana, medallista olímpica.
- 24 de març, Nova York, Estats Units: Lake Bell, actriu, escriptora i directora estatunidenca.[22]
- 26 de març, Madrid: Saioa Hernández, soprano.
- 29 de març, Madrid: Estela Giménez, gimnasta rítmica i presentadora de televisió espanyola.[23]
- 30 de març,
  - Ribadesella: Adriana Lastra Fernández, política asturiana.[24]
  - Nova York (EUA): Norah Jones, cantant, pianista i actriu americana.[25]
- 1 d'abril, Santander, Cantàbria: Ruth Beitia Vila, atleta espanyola. Ha estat diputada del Parlament de Cantàbria.[26]
- 10 d'abril, Washington: Rachel Corrie, activista propalestina que morí esclafada per una excavadora (m. 2003).[27]
- 11 d'abril, Xile: María Elena Swett, actriu.
- 19 d'abril, Poona, Índia: Amruta Patil, artista i escriptora. És la primera autora de novel·les gràfiques del país.
- 29 d'abril, Madrid: Tania Sánchez Melero, política espanyola, ha estat diputada a l'Assemblea de Madrid.[28]
- 5 de maig, Filipines: Charmane Star, actriu porno
- 23 de juny, Meliskerke, Veere: Franca Treur, escriptora i periodista neerlandesa.[29]
- 26 de juliol, Zeberio, Biscaia: Txema Añibarro, futbolista basc que jugava com a migcampista.
- 27 de juliol, Rio de Janeiro: Marielle Franco, sociòloga, política, feminista, defensora dels drets humans, assassinada (m. 2018).[30]
- 15 de setembre, Kenya: Edna Kiplagat, corredora de fons kenyana; campiona del món de marató.[31]
- 21 de setembre, Glasgow, Escòcia: Keith Lasley, migcampista actiu a la Lliga Escocesa.
- 22 d'octubre, Chicago, Illinois: Jannero Pargo, jugador de bàsquet.
- 24 d'octubre, Barakaldo: Silvia Intxaurrondo Alcaine, periodista basca.[32]
- 25 de novembre, Estocolm: Joel Kinnaman, actor suec.
- 14 de desembre, Chester, Anglaterra: Michael Owen, futbolista
- 16 de desembre, Rochester, EUA: Luke Harper Lluitador nord-americà († 2020)
- 20 de desembre, Florència, Itàlia: Chiara Francini, actriu
- Londres: Taiye Selasi, escriptora, fotògrafa i cineasta anglesa.
- Kristian Nygård, artista noruec
- Marràqueix: Achraf Baznani, fotògraf marroquí
- Batman (Turquia): Yavuz Ekinci, escriptor

| M/d   | Nom i llinatges            | Activitat      | Origen        | M.   |
| ----- | -------------------------- | -------------- | ------------- | ---- |
| 05/31 | Laia Andreu i Trias        | atleta         | vigatana      |      |
| 11/06 | Vicent Baydal i Sala       | historiador    | valencià      |      |
| 07/28 | Mireia Boya e Busquet      | política       | aranesa       |      |
| 02/04 | Sergi Durbà                | escriptor      | saguntí       |      |
| 12/15 | Raül Garrigasait i Colomés | escriptor      | solsoní       |      |
| 01/30 | Carlos Latre Ruiz          | actor          | castellonenc  |      |
| 01/13 | Josep Pedrals i Urdàniz    | escriptor      | barceloní     |      |
| 11/11 | Fèlix Peñarrubia Larrosa   | pilotari       | gandià        |      |
| 11/15 | Albert Rivera Díaz         | polític        | barceloní     |      |
| 01/16 | Aaliyah                    | cantant        | novaiorquesa  | 2001 |
| 06/06 | Randa Abdel-Fattah         | novel·lista    | australiana   |      |
|       | Khalid al-Misslam          | fotoperiodiste | qatarià       | 2022 |
| 02/21 | Jon Barberena Ibarra       | versador       | navarrés      | 2019 |
| 05/27 | Michael Buonauro           | autor de còmic | estatunidenc  | 2004 |
| 04/10 | Rachel Corrie              | activista      | estatunidenca | 2003 |
| 03/14 | Marielle Franco            | activista      | carioca       | 2018 |
|       | Halyna Hutchins            | cineasta       | ucraïnesa     | 2021 |
| 03/08 | Jessica Jaymes             | actriu porno   | estatunidenca | 2019 |
| 09/03 | Katharina Lindner          | futbolista     | bàvara        | 2019 |
| 10/03 | Josh Klinghoffer           | músic          | californià    |      |
| 05/26 | Ashley Massaro             | lluitadora     | novaiorquesa  | 2019 |
| 02/21 | Bryan Lee O'Malley         | autor de còmic | canadenc      |      |
| 04/23 | Nicolas Portal             | ciclista       | gascó         | 2020 |
| 12/28 | Noomi Rapace               | actriu         | sueca         |      |
| 12/14 | Øystein Runde              | autor de còmic | noruec        |      |
| 06/10 | Nadia Toffa                | periodista     | llombarda     | 2019 |
| 05/10 | Marieke Vervoort           | atleta         | flamenca      | 2019 |
| 07/30 | Diva Zappa                 | artista        | californiana  |      |

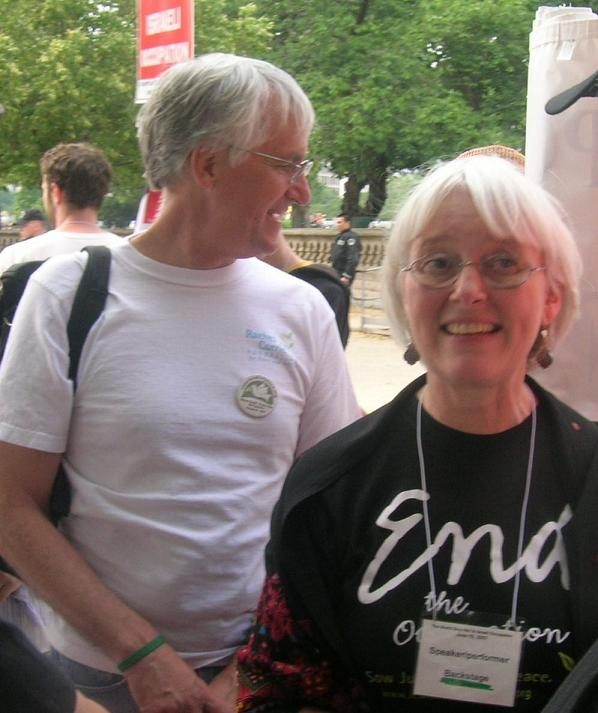
10 d'abril  Rachel Corrie (activista propalestina)
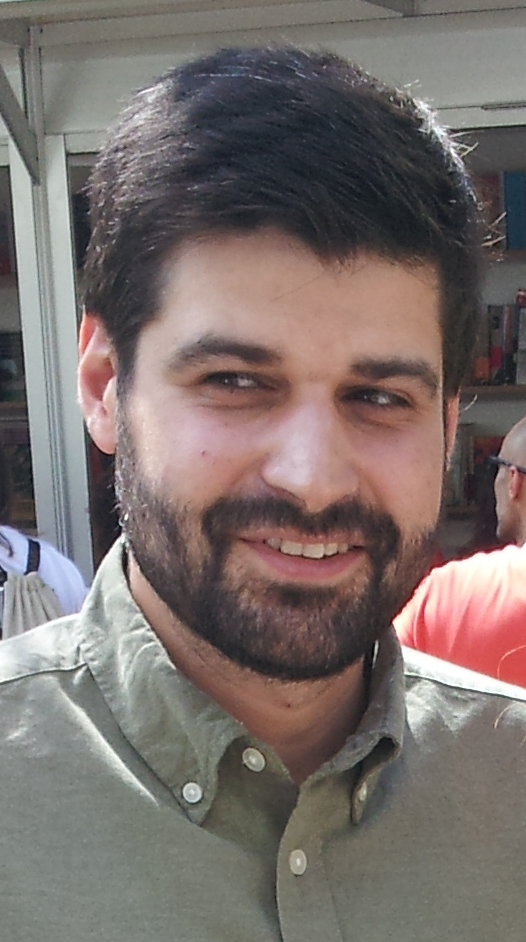
Vicent Baydal
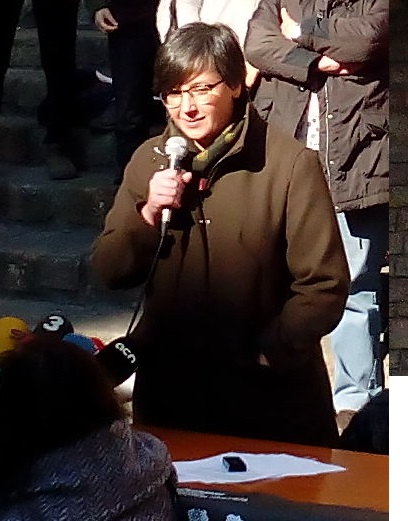
Mireia Boya
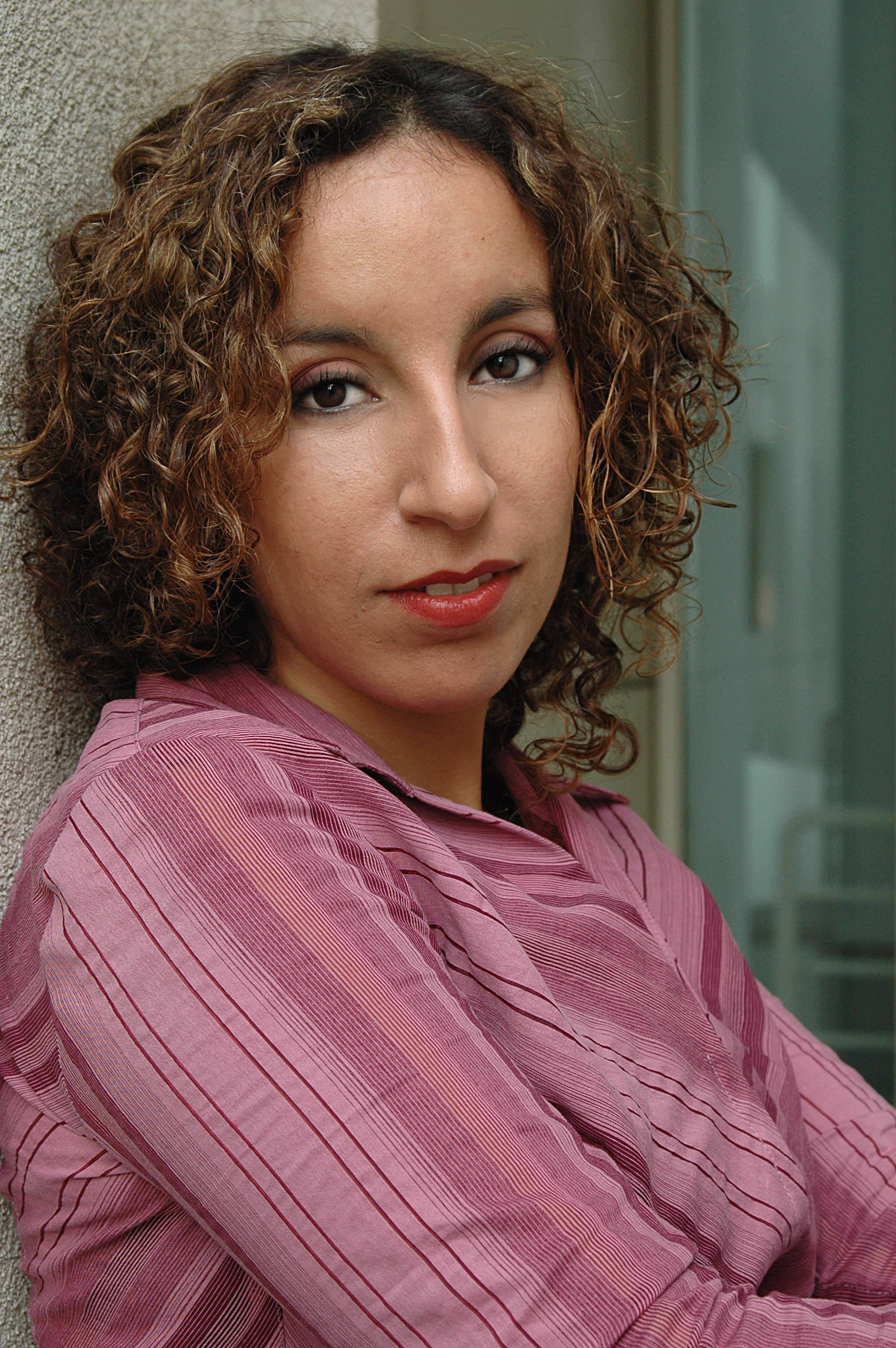
Najat El Hachmi
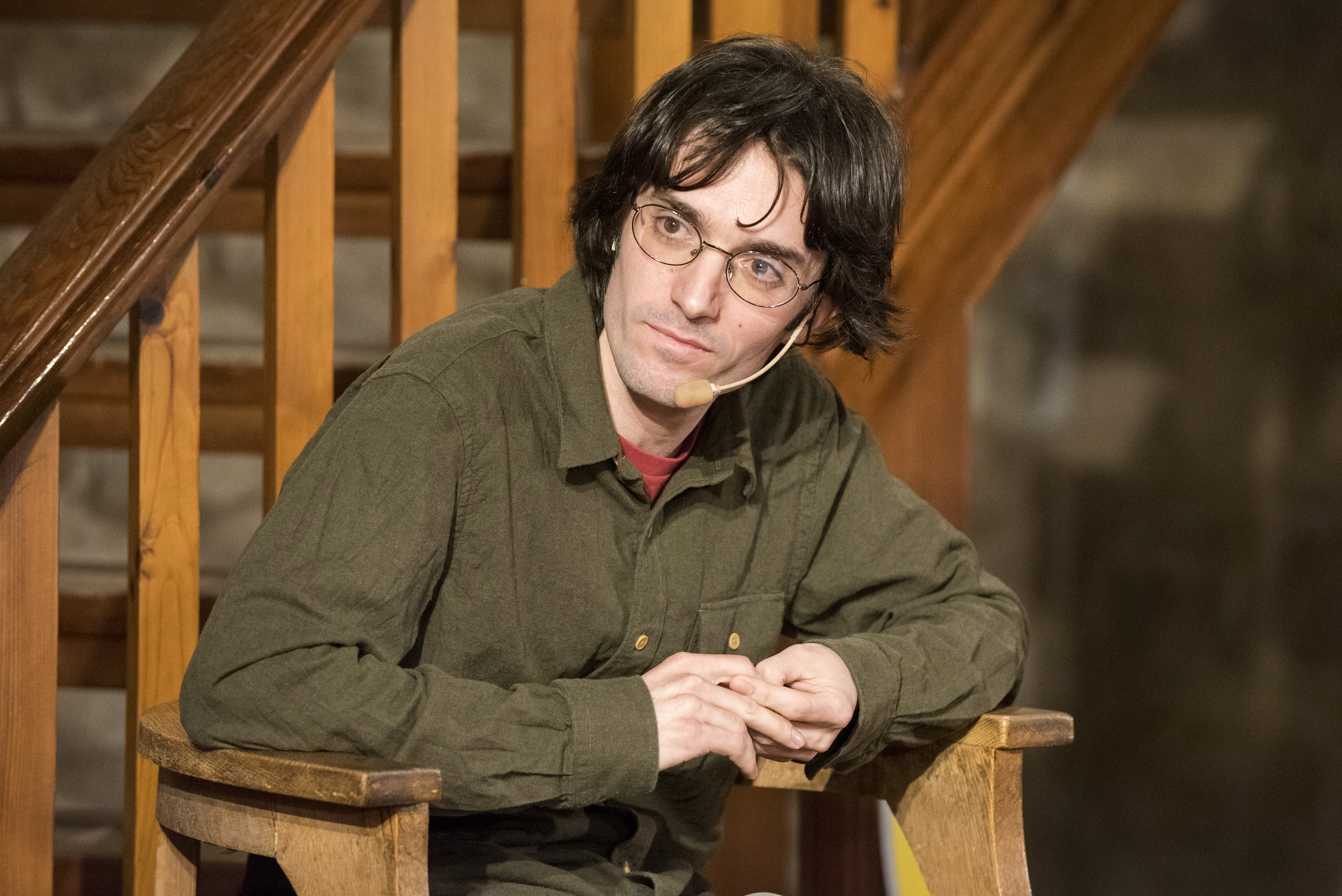
Raül Garrigasait
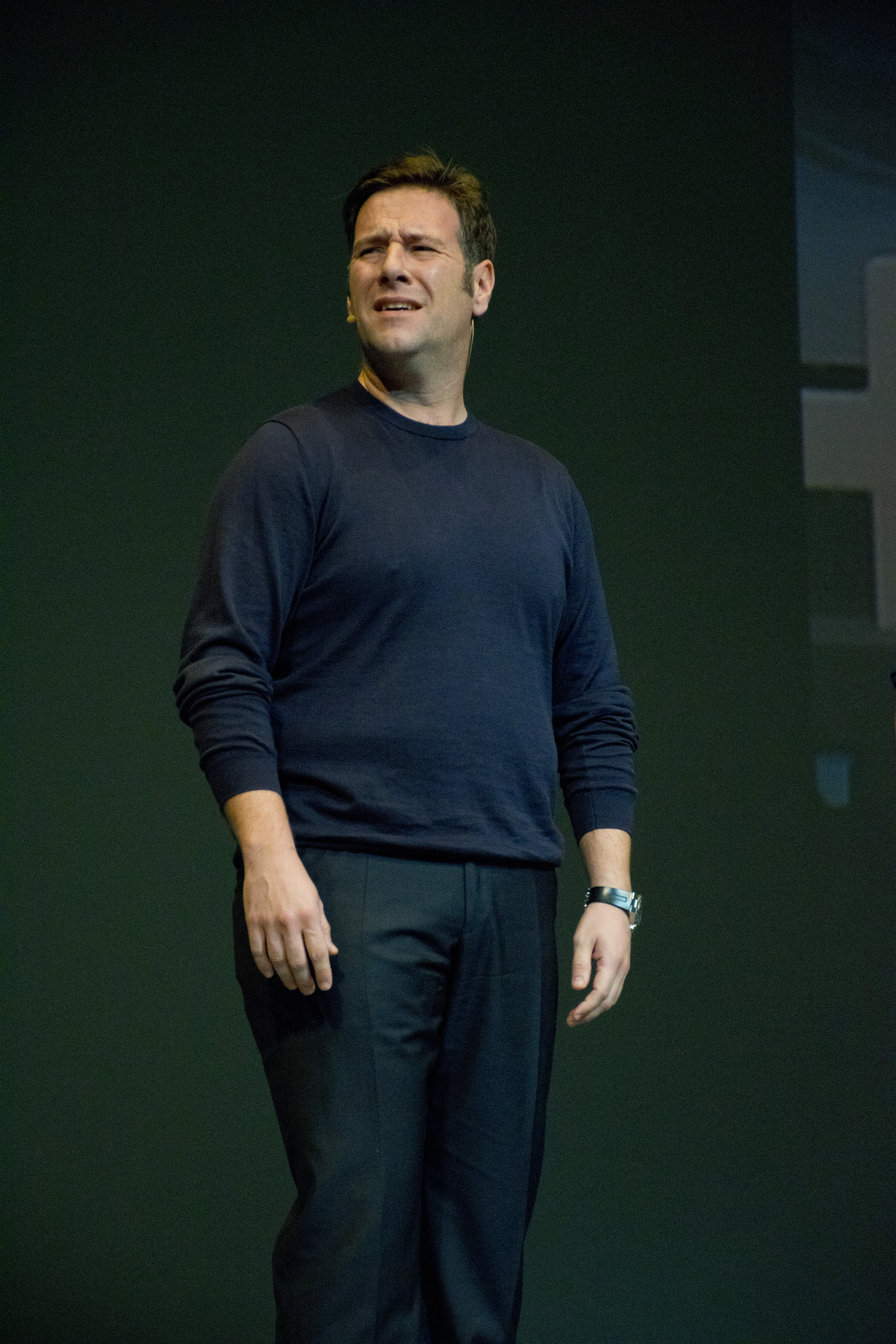
Carlos Latre
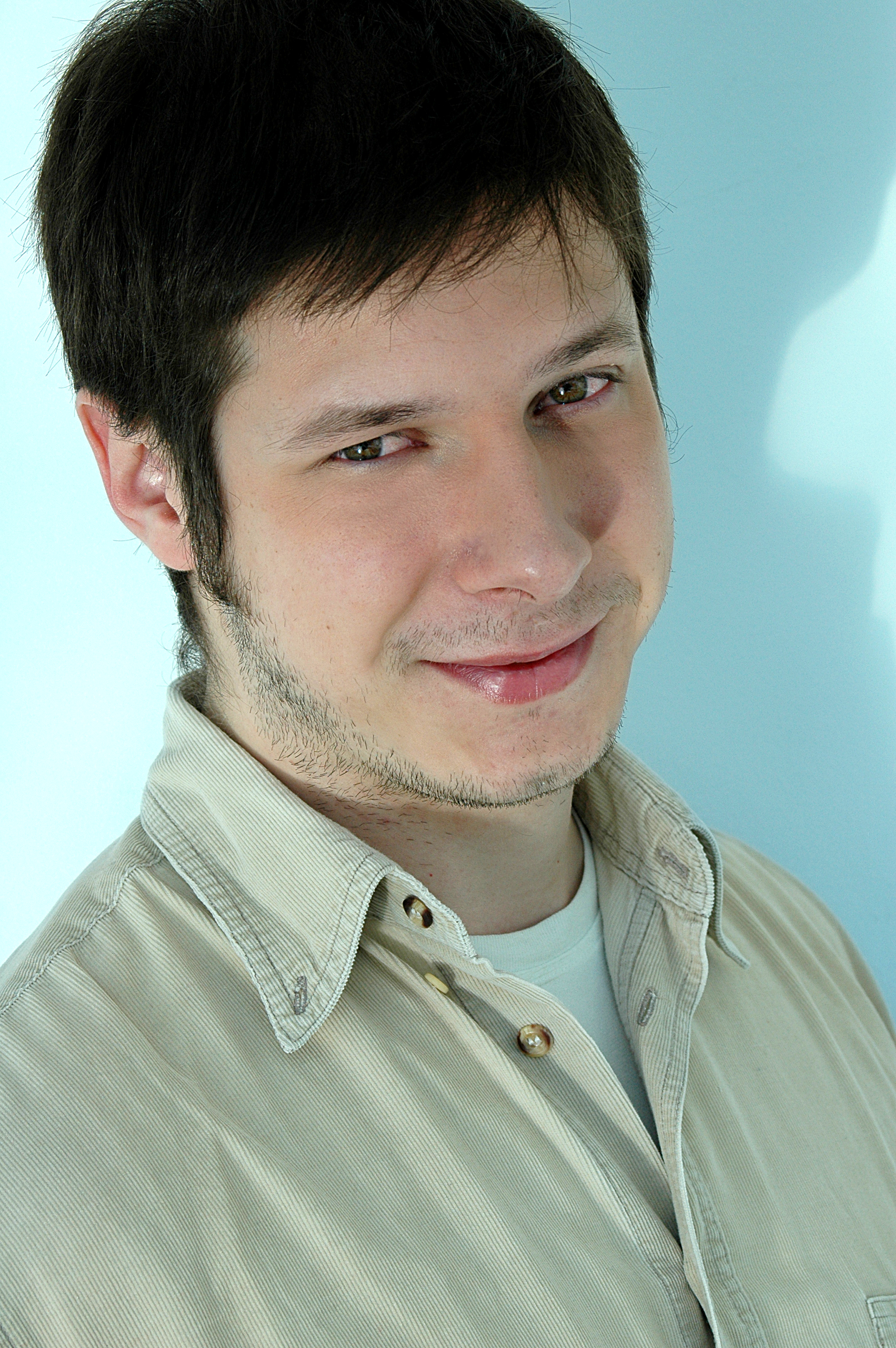
Josep Pedrals
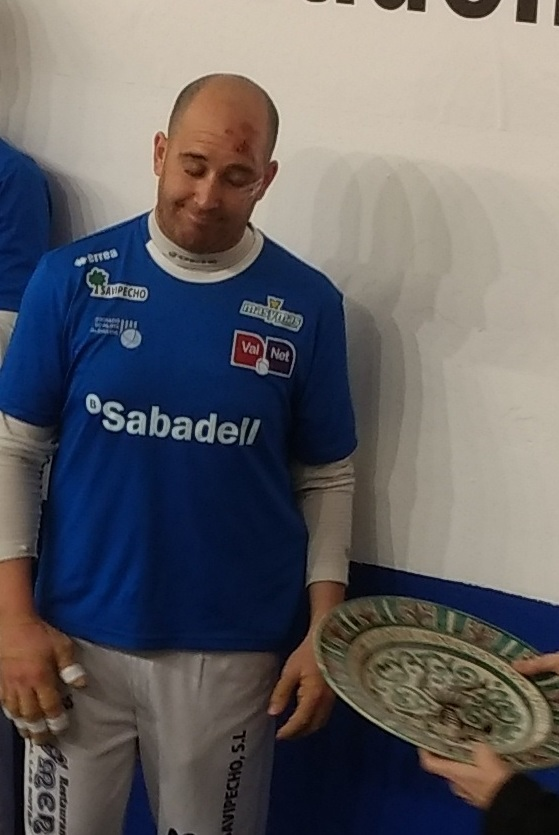
Félix de Dénia
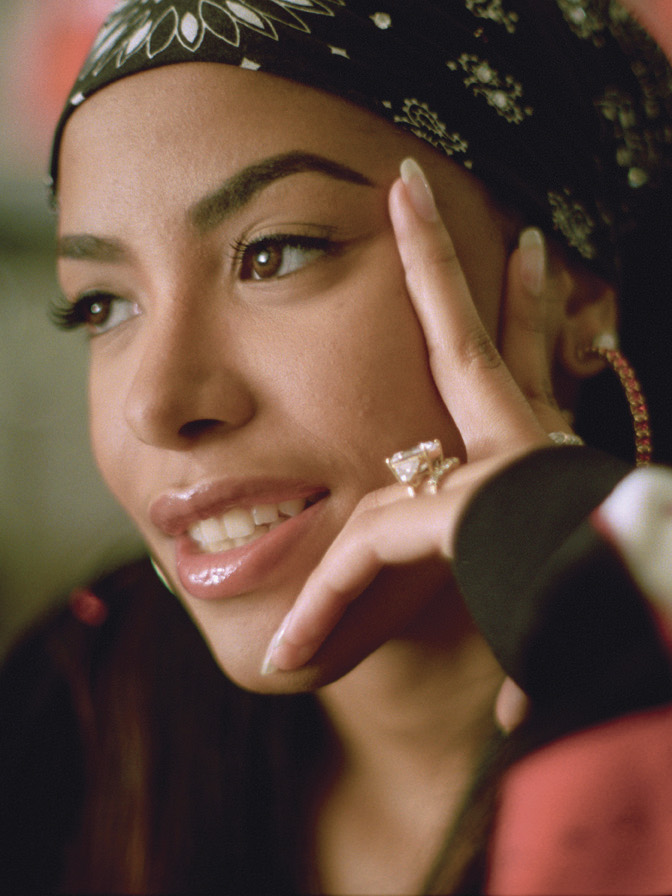
Aaliyah (m. 2001)
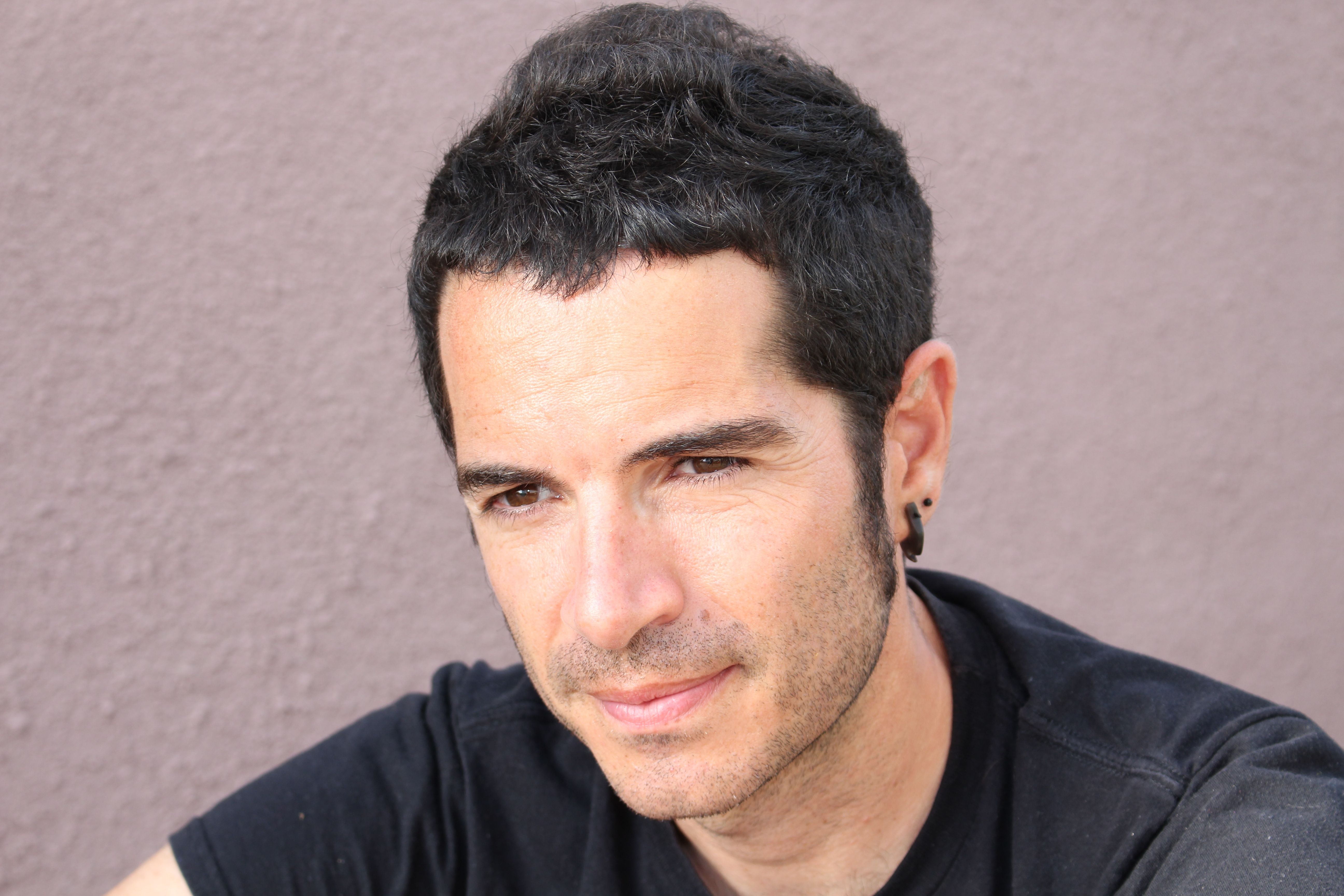
J. Barberena (m. 2019)
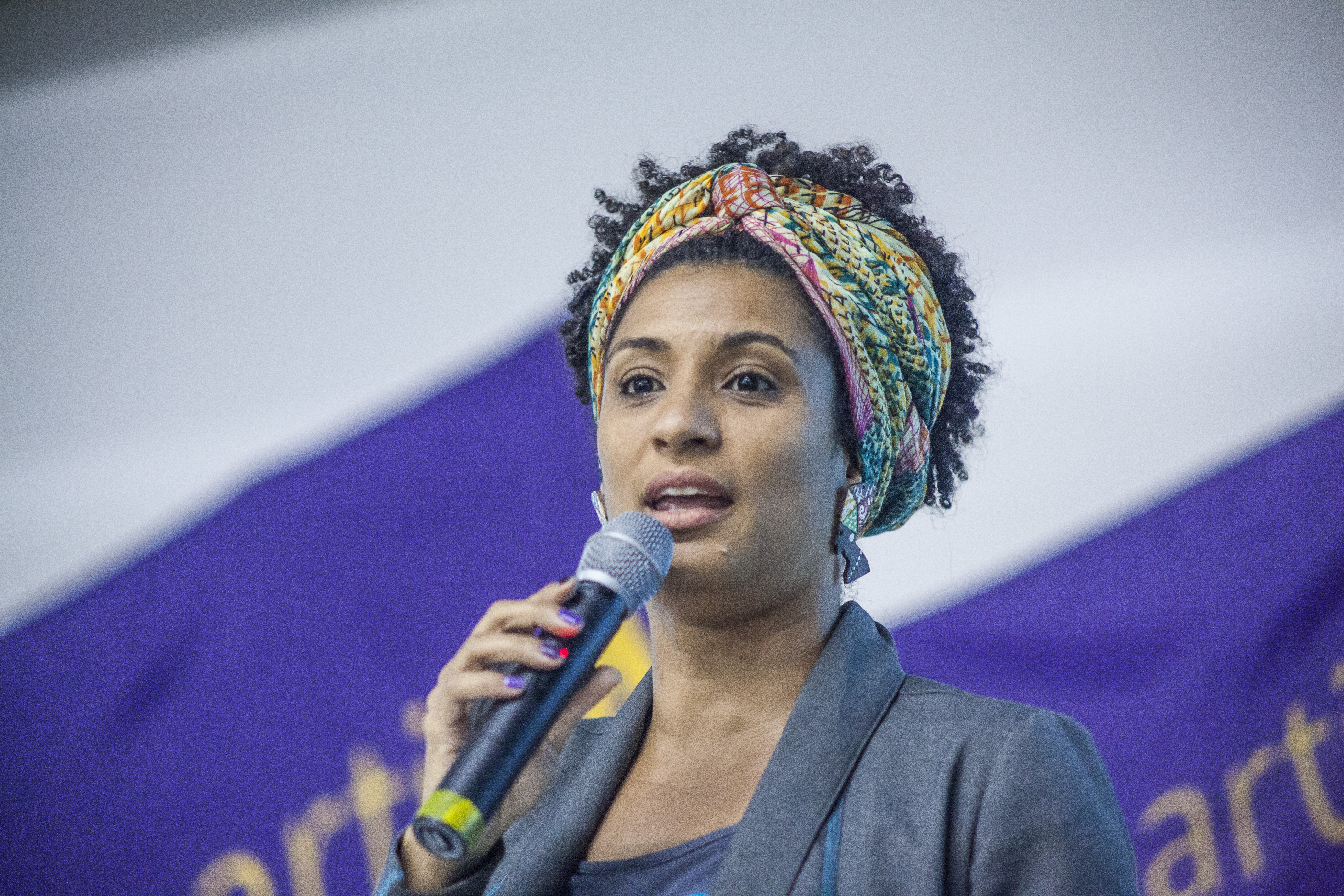
M. Franco (m. 2018)
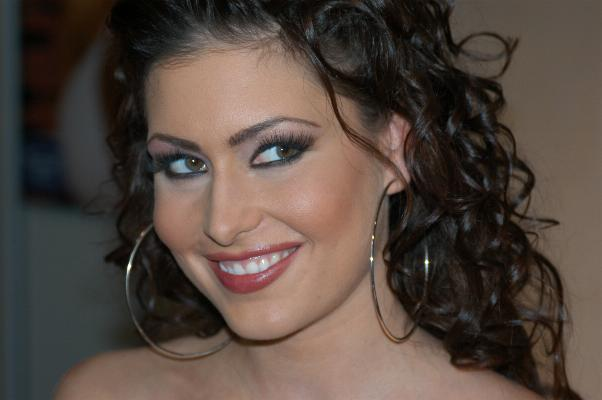
J. Jaymes (m. 2019)
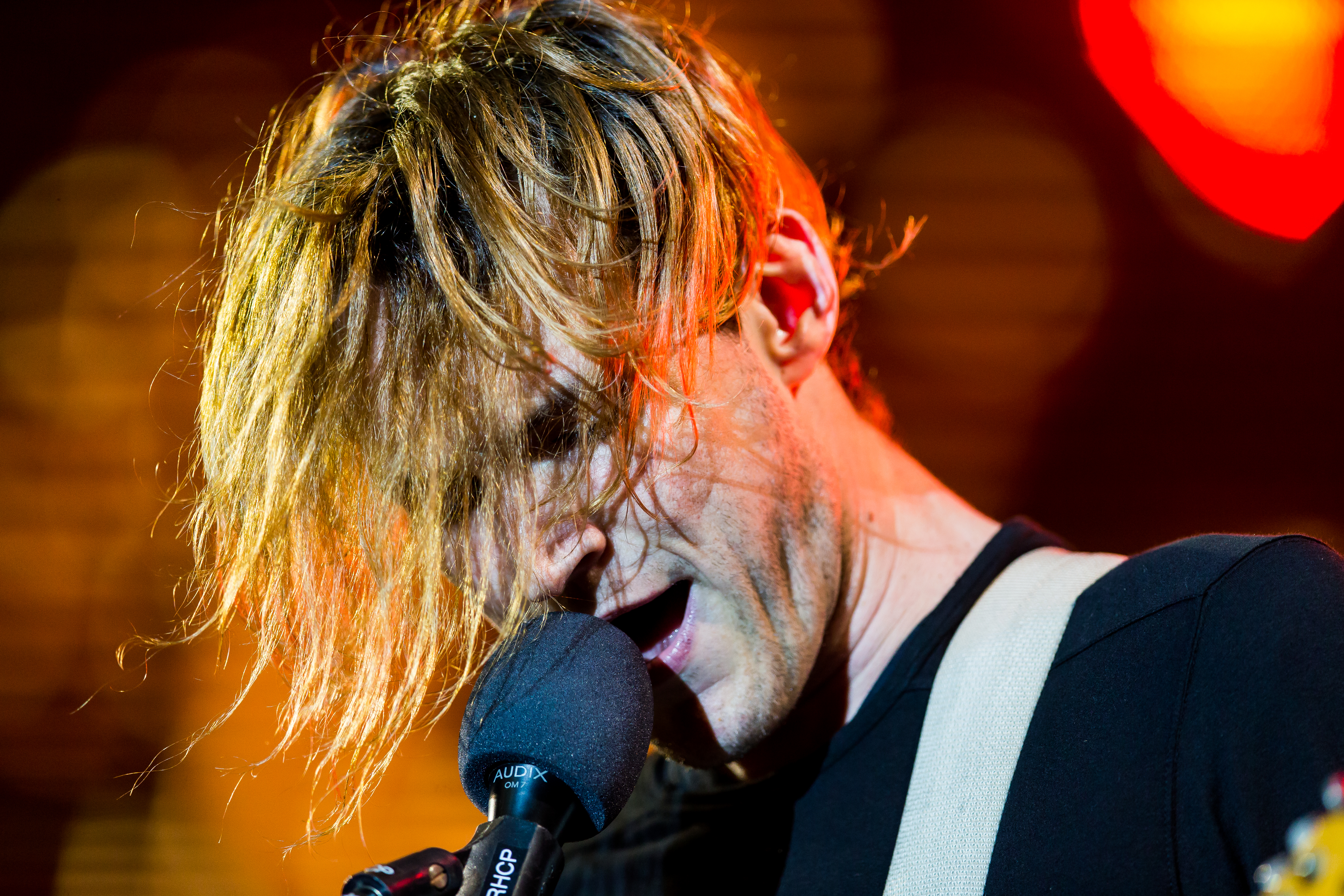
Josh Klinghoffer
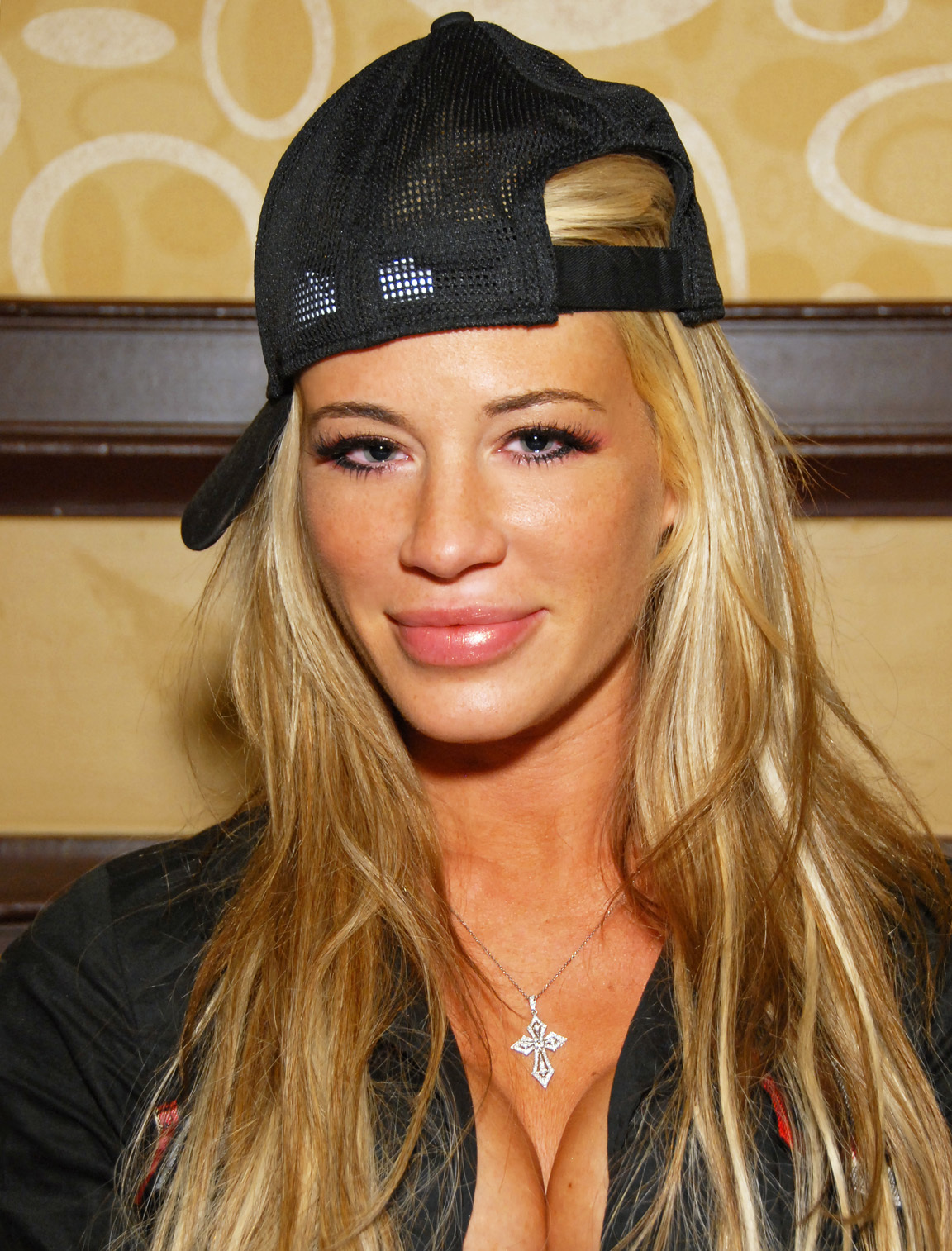
A. Massaro (m. 2019)
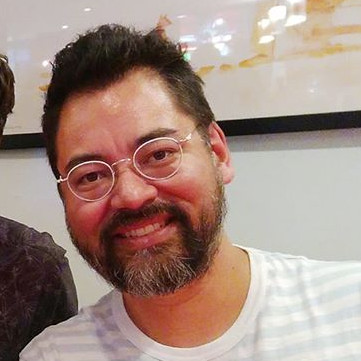
Bryan Lee O'Malley
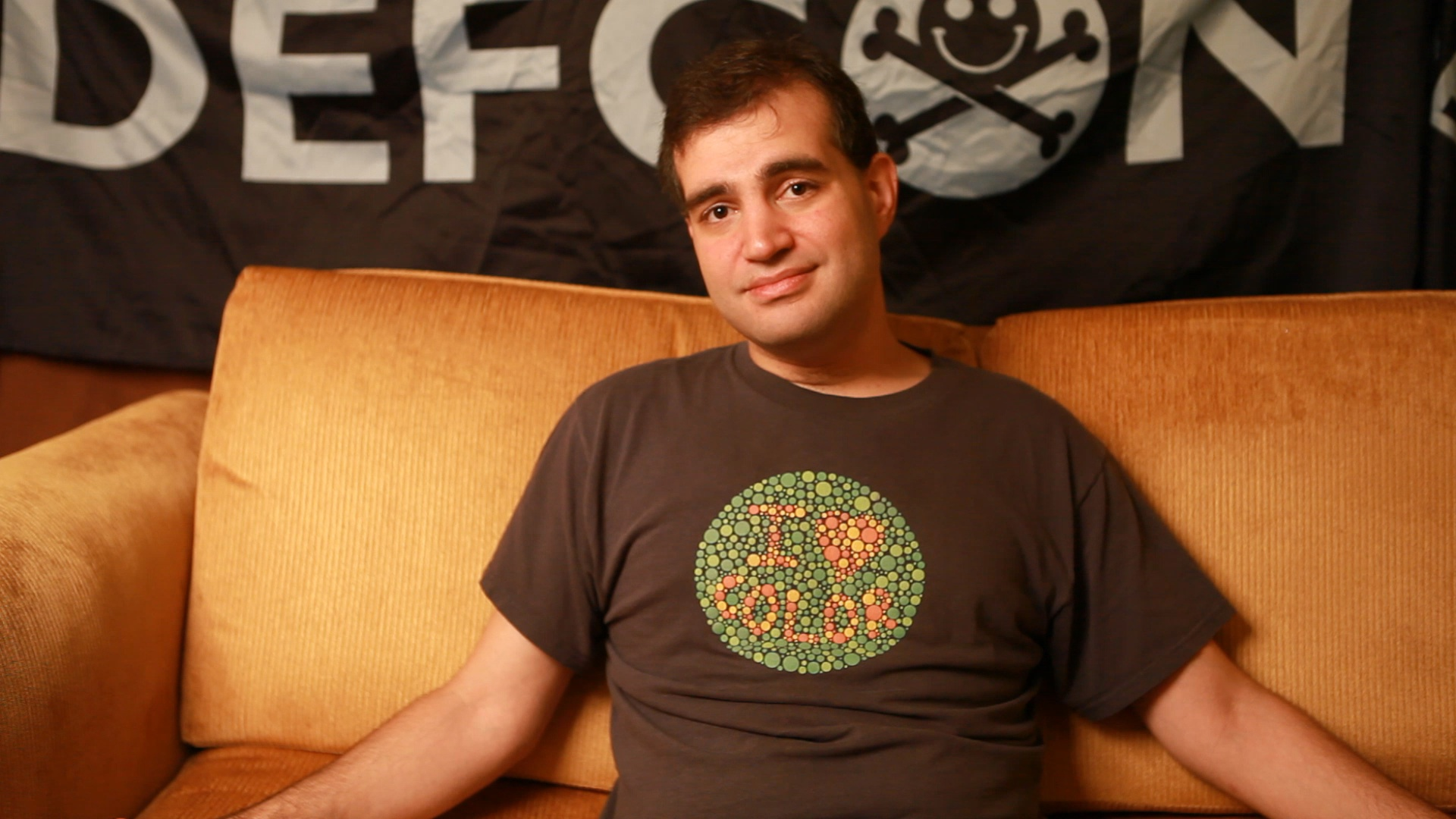
7feb  Dan Kaminsky (informàtic)
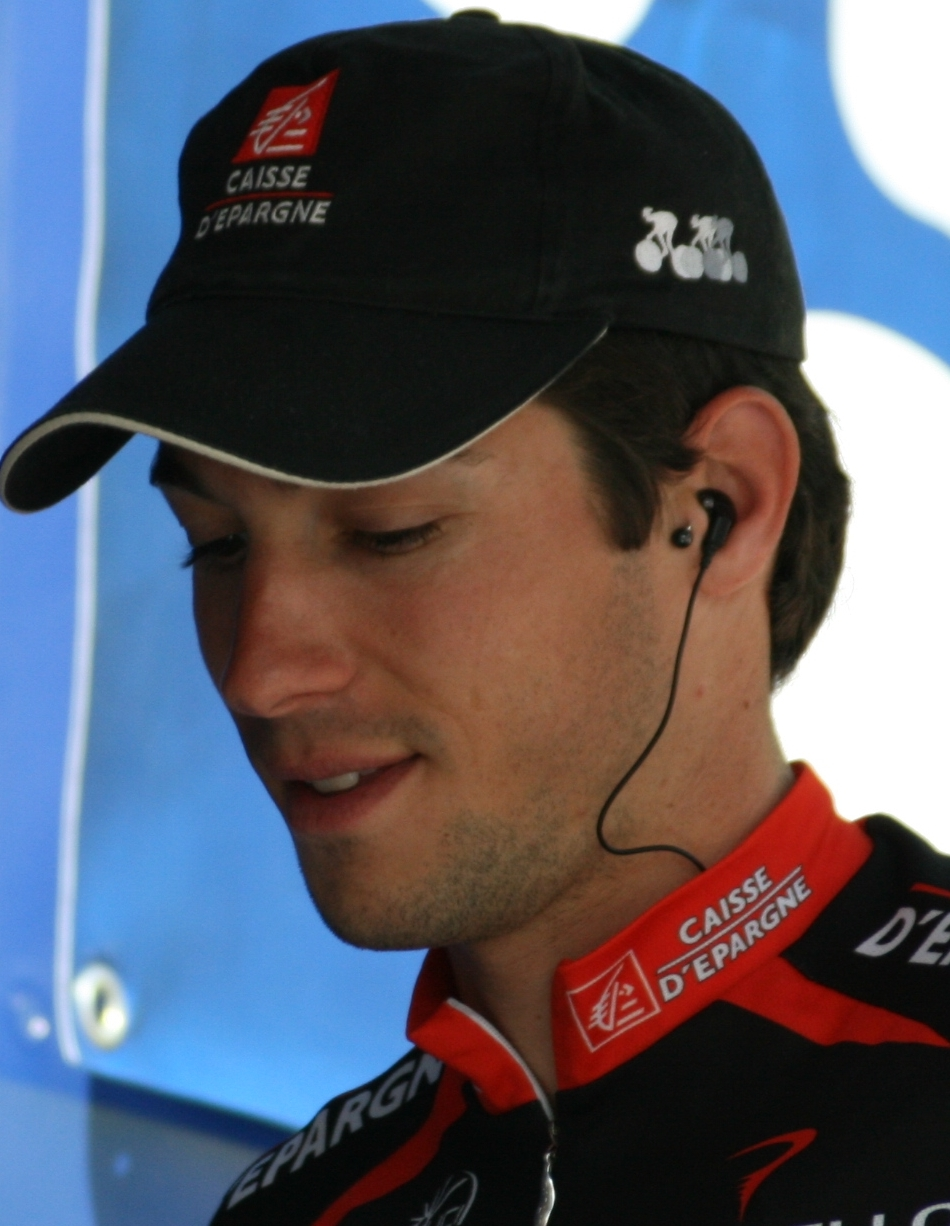
N. Portal (m. 2020)
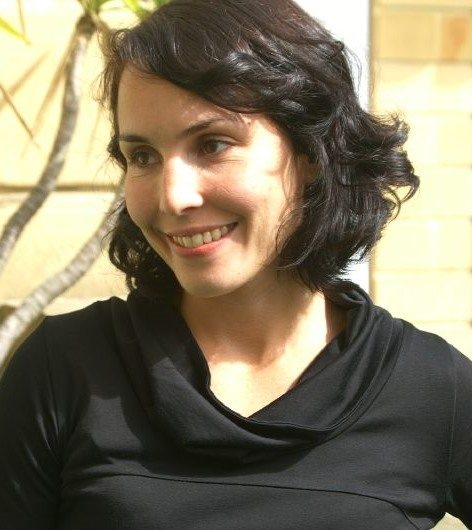
Noomi Rapace
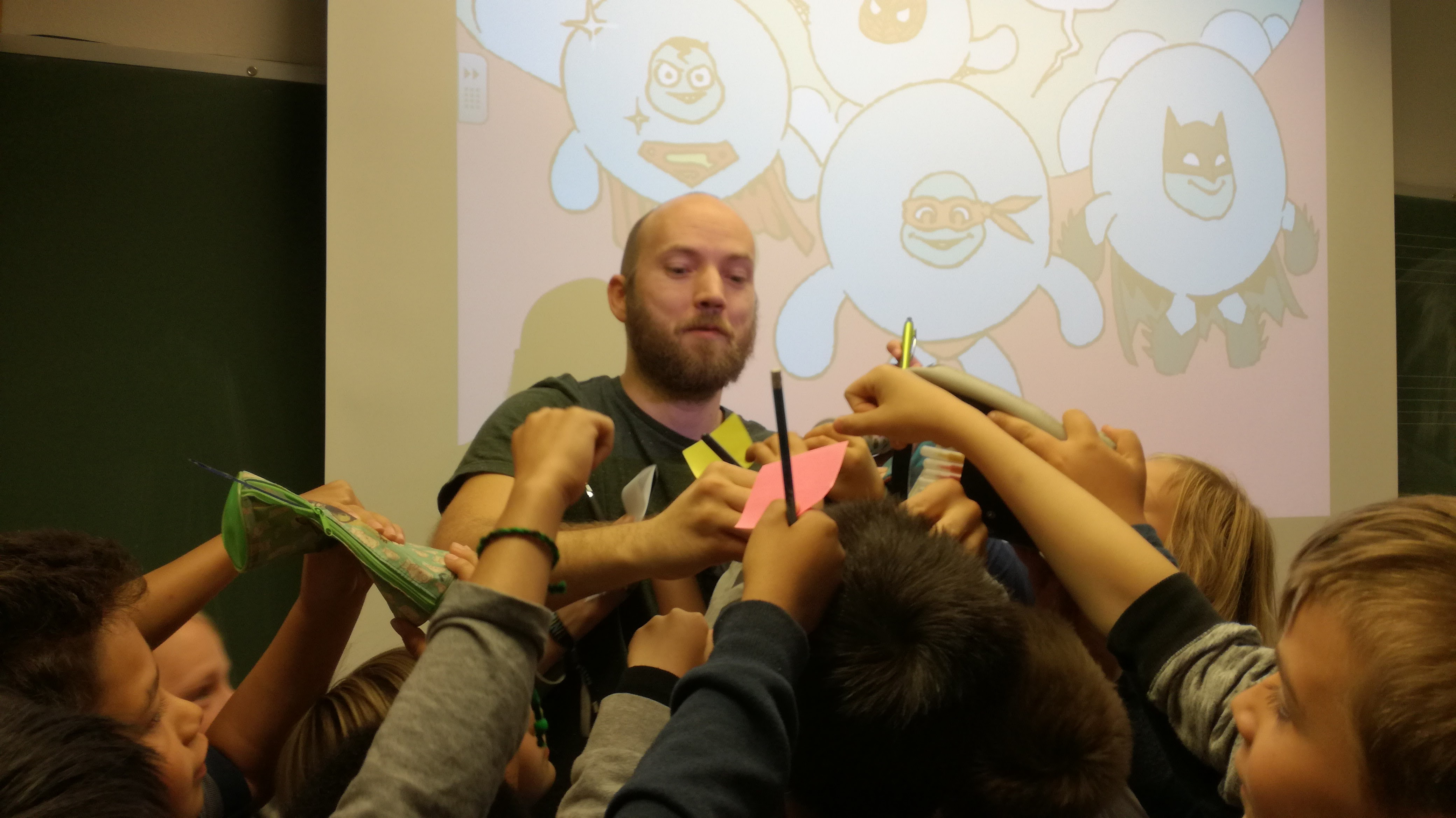
Øystein Runde
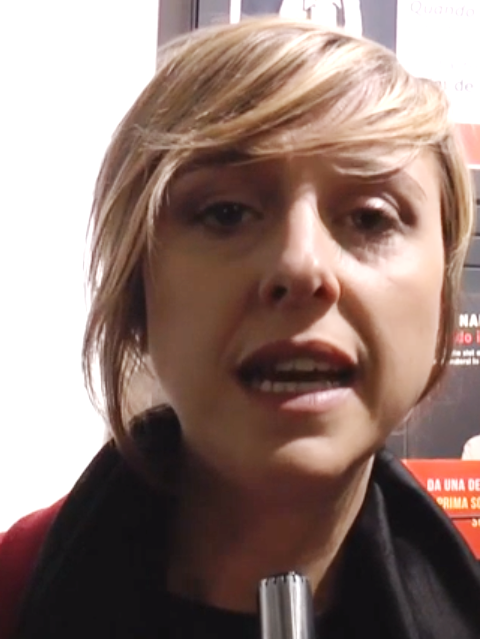
N. Toffa (m. 2019)
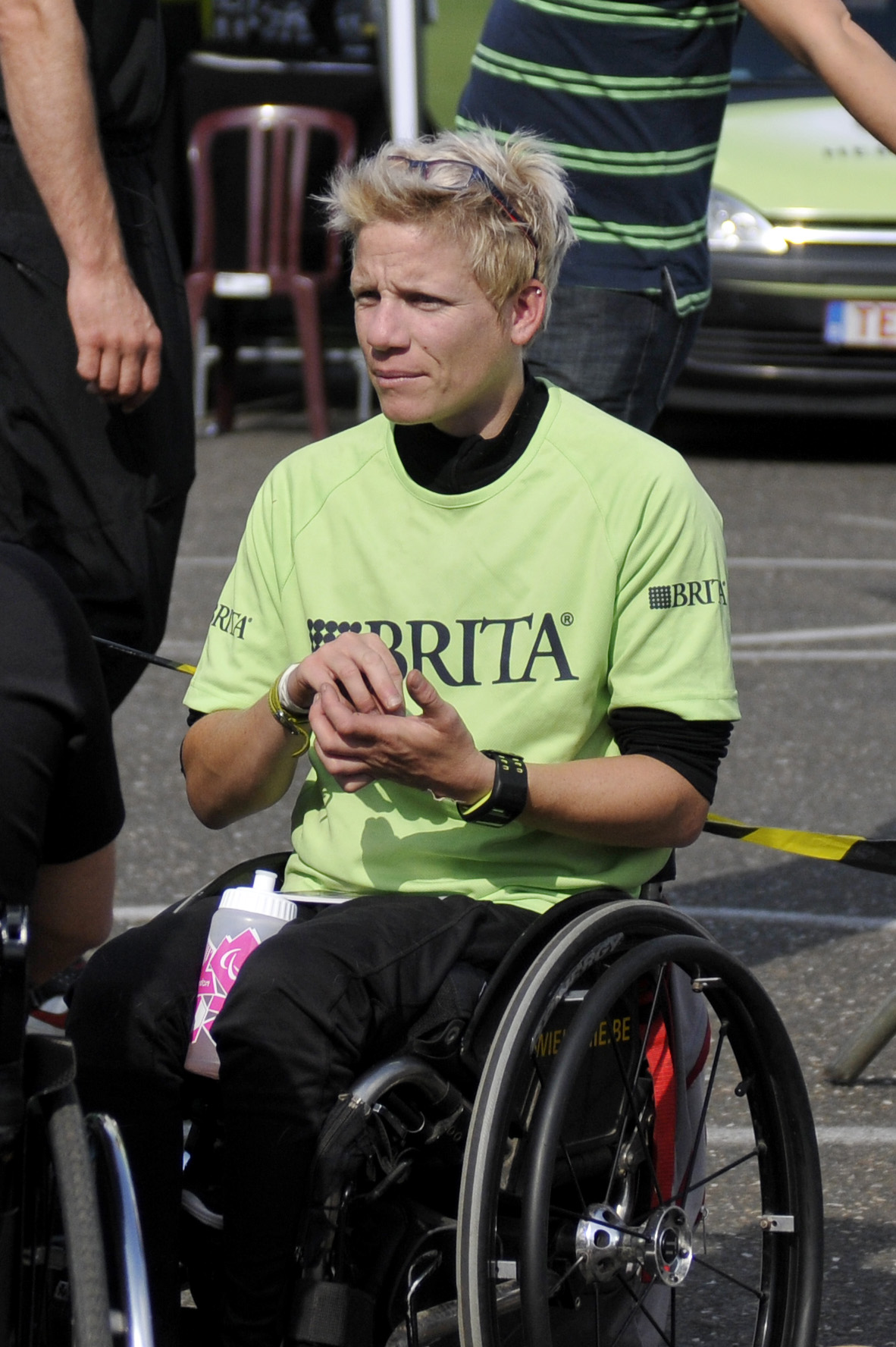
M. Vervoort (m. 2019)
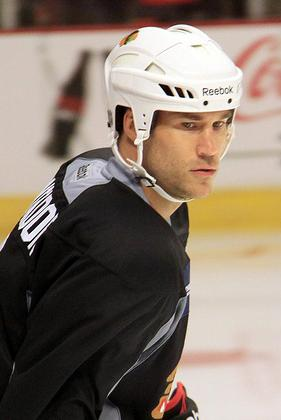
21des  Steve Montador (jugador d'hoquei)

## Necrològiques
| M/d   | nom i llinatges | activitat       | origen       | e. |
| ----- | --------------- | --------------- | ------------ | -- |
| 11/05 | Al Capp         | autor de còmics | estatunidenc | 70 |
| 06/14 | Ahmad Zahir     | cantant         | afagnés      | 33 |

Entre les morts destacades de l'any hi ha la del compositor Vicent Asencio, el cineasta Jean Renoir o el poeta Blas de Otero.
Països Catalans
- 4 de gener - Barcelona (Barcelonès): Rafael Durancamps i Folguera, pintor català.
- 26 de gener - Barcelona (Barcelonès): Martí Marcó i Bardella, activista socialista i independentista català, militant de Terra Lliure.
- 28 de març - Ciutat de Mèxic: Carme Cortès i Lladó, pintora impressionista catalana (n. 1892).[33]
- 4 d'abril - València: Vicent Asencio i Ruano, compositor valencià (n. 1908).
- 1 de juny - Barcelona: Carme Barnadas i Gorina o Gurina, pintora catalana (n. 1904).[34]
- 5 d'agost, Barcelona: Matilde Gironella i Escuder, pintora i escriptora en castellà que va signar com a Ilde Gir (n. 1899).[35]
- 12 de setembre - Madrid: Laly Soldevila, actriu catalana.[36]
- 18 de setembre - Barcelona: Josep Pascual i Vila, químic català (n. 1895).
- 27 de setembre - Barcelona: Palmira Puig i Ximénez, fotògrafa catalana (n. 1912).[37]
- 6 d'octubre - El Port de la Selva: Maria Rosa de Navas i Escuder, ceramista catalana.[38]
- 25 de desembre, Barcelona: Adela Simon Pera, infermera catalana impulsora de la modernització de la professió a Catalunya I Espanya (n. 1919).[39]

Resta del món
- 27 de gener - Buenos Aires, Argentina: Victoria Ocampo, escriptora i editora argentina (n. 1890).[40]
- 9 de febrer - Londres (Anglaterra): Dennis Gabor, físic hongarès, Premi Nobel de Física de l'any 1971 (n. 1900).

- 12 de febrer - Beverly Hills (EUA): Jean Renoir, cineasta francès.
- 16 de març
  - Bazoches-sur-Guyonne, França: Jean Monnet, economista francès i un dels pares de l'actual Unió Europea (n. 1888)[41]
  - Madrid: Carmen de Icaza, novel·lista espanyola del 1935 al 1960 (n. 1899).[42]
- 4 d'abril -Rāwalpindi, Pakistan: Zulfikar Ali Bhutto, president de Pakistan entre 1971 i 1973 (n. 1928)[41]
- 10 d'abril -Roma (Itàlia): Giovanni Rota Rinaldi, conegut com a Nino Rota, compositor italià especialment conegut per la seva feina com a compositor de música per a pel·lícules (n. 1911).[43]
- 2 de maig - Bèrgam (Itàlia): Giulio Natta, químic italià, Premi Nobel de Química de l'any 1963 (n. 1903).[44]
- 29 de maig, Santa Monica, Califòrnia: Mary Pickford, actriu canadenca.[45]
- 1 de juny - Schopfheim (Alemanya): Werner Forssmann, metge alemany, Premi Nobel de Medicina o Fisiologia de 1956 (n. 1904).[46]
- 2 de juny - Barcelona: Fèlix Goñi i Roura, activista polític català (n. 1958).[47]
- 11 de juny - Krefeld: Elisabeth Kadow, artista tèxtil alemanya, alumna de la Bauhaus.[48]
- 16 de juny - Nova York (EUA): Nicholas Ray, director de cinema estatunidenc (n. 1911).[49]
- 29 de juny - Majadahonda, Madrid: Blas de Otero, poeta basc en llengua castellana (n. 1916).[50]
- 2 de juliol - Tver, Rússia: Larissa Iukhímivna Xepitko, directora de cinema, guionista i actriu soviètica ucraïnesa (n. 1938).[51]
- 8 de juliol:
  - Tòquio (Japó): Sin-Itiro Tomonaga, físic japonès, guardonat amb el Premi Nobel de Física de 1965 (n. 1906).[52]
  - Cambridge, Massachusetts (EUA): Robert Burns Woodward, químic estatunidenc, Premi Nobel de Química de l'any 1965 (n. 1917).[53]
- 15 de juliol - Montevideo (Uruguai): Juana de Ibarbourou, poetessa uruguaiana.
- 3 d'agost - Estocolm (Suècia): Bertil Ohlin, economista i polític suec, guardonat amb el Premi Nobel d'Economia el 1977.
- 6 d'agost - Múnic (Alemanya): Feodor Lynen, bioquímic alemany, Premi Nobel de Medicina o Fisiologia de l'any 1964 (n. 1911).[54]
- 12 d'agost - Dublín (Irlanda): Ernst Boris Chain, bioquímic britànic d'origen alemany, Premi Nobel de Medicina o Fisiologia de l'any 1945 (n. 1906).
- 14 d'agost - Berlín: Elisa Úriz Pi, mestra, pedagoga i activista política navarresa, precursora de l'Escola Moderna a Espanya (n. 1893).[55]
- 8 de setembre - París: Jean Seberg, actriu nord-americana (n. 1938).
- 16 de setembre - Edimburg: Marion Gray, matemàtica escocesa, que ha donat nom a un graf (n. 1902).[56]
- 22 d'octubre -París: Nadia Boulanger, professora de música, directora d'orquestra, compositora francesa (n. 1887).[57]
- 26 d'octubre - Seül (Corea del Sud): Park Chung-hee (en hangul: 박정희, en hanja: 朴正熙) polític i militar sud-coreà, que ocupà els càrrecs de primer ministre el 1962 i de president interí de 1962 a 1963. Més endavant fou president de Corea del Sud de 1963 fins al seu assassinat el 1979 (n. 1917).[58]
- 29 d'octubre, Madrid: Felisa Martín Bravo, primera doctora en Física i primera dona a ingressar al Cuerpo Superior de Meteorologia d'Espanya (n. 1898).[59]
- 13 de novembre, Los Angeles: Lois Weber, actriu de cinema mut, guionista, productora i directora cinematogràfica nord-americana (n. 1879).[60]
- 21 de novembre - Riga, Letònia: Asja Lācis, actriu i dramaturga letona, promotora del «teatre proletari per a nens» (n. 1891).[61]
- 23 de novembre - Malibú, EUA: Merle Oberon, actriu de cinema britànica (n. 1911).
- 5 de desembre - París, França: Sonia Delaunay, pintora i dissenyadora de les avantguardes artístiques (n. 1885).[62]
- 7 de desembre - Cambridge, Massachusetts, EUA: Cecilia Payne-Gaposchkin, astrònoma i astrofísica britanicoamericana, destacada pel seu descobriment sobre la composició de les estrelles (n. 1900).[63]
- 23 de desembre, Pàdua: Peggy Guggenheim, mecenes nord-americana (n. 1898).[64]
- Ciutat de Mèxic: Carme Cortès i Lladó, pintora impressionista (n. 1892).[65]

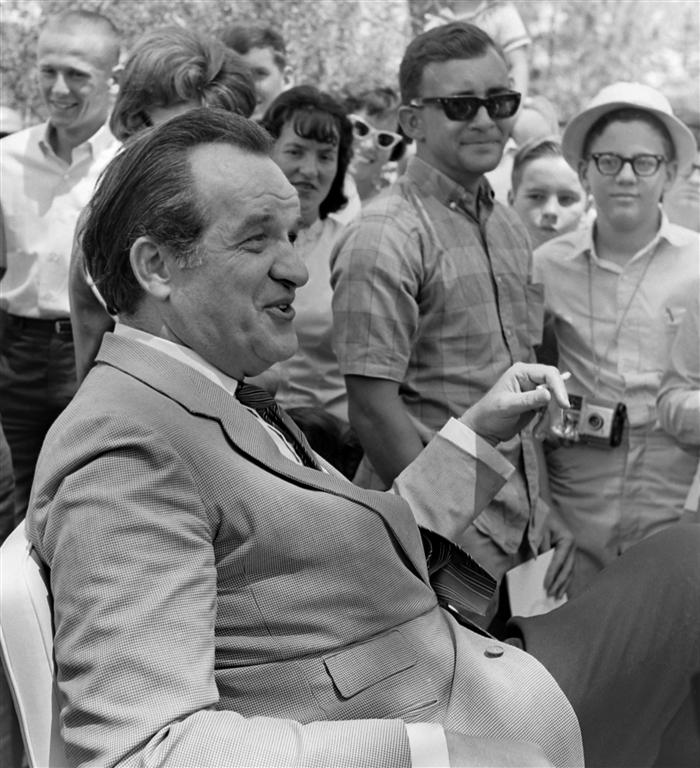
Al Capp (n. 1909)